# LEON (ドラマー)
LEON（れおん、本名：比嘉 礼音（ひが れおん）、5月16日 - ）は、日本のドラマー。血液型はO型。8-BALLなどで活動。
2014年から2019年までSEX MACHINEGUNSに在籍していた。
父親は紫のリーダーのジョージ紫、兄は8-BALLのボーカルを務めるRAY。

## 来歴
幼少期は、父の仕事の関係で、11歳まで米国カリフォルニア州ロサンゼルスで育ち、帰国後、12歳よりスティックを手にし、独学でドラム演奏を習得。
14歳の時兄のバンド『LEQUIO』に参加、15歳の時『LEQUIO』でYAMAHA Teen’s Music Festival沖縄地区大会でティーンズ大賞とオーディエンス賞をダブル受賞。
16歳の頃から米兵相手にライブハウスで事実上プロとしての活動を開始。
1995年　渡米しM.I.ハリウッドでジョー ポーカロ, ラルフ ハンフリー,リッチー ガルシア、プライベートではレイ ルージア（Korn / ex.David Lee Roth Band)
）らを師事。帰国後、『8-BALL』活動開始。
2000年　全日本プロドリフト選手権D1GPテーマソング「Need For Speed/8-BALL」を提供。
2001年　シングル「8-BALL/PROTOTYPE」を自主制作でリリース(3000枚完売）。
2002年 父親のバンド『紫』に参加。
2005年「8-BALL/Sound of Drift」を発表。avextraxよりメジャーデビュー。
2006年 D1ストリートリーガル出場。
2007年　映画『スピードマスター』主題歌「SPEED MASTER」発表。
2008年　『紫』を脱退。
2009年　『F.O.D.』（Robert"Rob"Emerson（Vo./Gt.）、Chris（Gt.、8-BALL、MURASAKI、NINELIVESのサポート）、Ray（Ba.、8-BALL）、LEON（Dr.）。沖縄のアメリカンヘヴィーメタルバンド）に参加。
2013年　『SEX MACHINEGUNS』でサポートメンバーとしてライブに参加。
2014年  7月17日のライブをもって『SEX MACHINEGUNS』に正式加入。
2017年  7月29日のライブをもって『F.O.D.』の活動を終了。
2019年  3月5日のライブをもってSEX MACHINEGUNSを脱退。

## 人物
- SEX MACHINEGUNS関連の仕事の際は、その都度沖縄から上京してメンバーと合流していた。
- 兄のRAYとともにライブハウス「7th Heaven Koza」を営んでいる。